# تريكيمين
تريكيمين (بالإنجليزية: Trachymene)‏ هو نوع من الأعشاب من عائلة الأراليسيا (Araliaceae) . هذا النوع يتواجد في أستراليا وماليزيا و كاليدونيا الجديدة و فيجي.  